# Hepatoporus
Hepatoporus is een geslacht van kreeftachtigen uit de klasse van de Malacostraca (hogere kreeftachtigen).

## Soorten
- Hepatoporus asper Davie & Turner, 1994
- Hepatoporus distinctus (Takeda & Nagai, 1986)
- Hepatoporus guinotae (Zarenkov, 1971)
- Hepatoporus orientalis (Sakai, 1935)
- Hepatoporus pumex Mendoza & Ng, 2008